# Championnats de France d'athlétisme 2012
Navigation
Championnats 2011 Championnats 2013
Les Championnats de France d'athlétisme « Élite » 2012 ont eu lieu du 15 au 17 juin 2012 à Angers au Stade du Lac de Maine. C'est la troisième fois qu'Angers accueille cette compétition après 2005 et 2009.

## Programme
Quarante épreuves figurent au programme de ces championnats de France 2012 (20 masculines et 20 féminines).
| Finales | 15 juin                                                                                      | 16 juin                                                                                             | 17 juin |
| ------- | -------------------------------------------------------------------------------------------- | --------------------------------------------------------------------------------------------------- | --- |
| Hommes  | Lancer du javelot Relais 4 × 100 m 5 000 m                                                   | 10 000 m marche Triple saut Lancer du poids 100 m 1 500 m Décathlon                                 | Lancer du marteau Saut en hauteur Saut à la perche Saut en longueur 400 m haies 110 m haies 3 000 m steeple 200 m 400 m |
| Femmes  | Lancer du javelot 5 000 m 3 000 m steeple Lancer du disque Relais 4 × 100 m Saut en longueur | 10 000 m marche Saut en hauteur Lancer du poids 800 m Saut à la perche 100 m haies 100 m Heptathlon | Triple saut 400 m haies 1 500 m 400 m Lancer du marteau 200 m                                                           |

## Faits marquants
Légèrement touchés, trois athlètes du Lille Métropole Athlétisme, le sprinteur Martial Mbandjock, le lanceur de poids Gaëtan Bucki et le demi-fondeur Mehdi Baala manqueront les championnats. Victime d'un décollement de l'aponévrose, la vice-championne d'Europe du 100 m Véronique Mang est contrainte de déclarer forfait.

## Résultats

### Hommes
| Épreuves                    | Or                                                                                                  | Argent                             | Bronze                            |
| --------------------------- | --------------------------------------------------------------------------------------------------- | ---------------------------------- | --------------------------------- |
| 100 m Vent : +2,6 m/s       | Christophe Lemaitre 9 s 94                                                                          | Jimmy Vicaut 10 s 05               | Emmanuel Biron 10 s 10            |
| 200 m Vent : +0,5 m/s       | Christophe Lemaitre 20 s 31                                                                         | Ben Bassaw 20 s 58                 | Jimmy Vicaut 20 s 58              |
| 400 m                       | Yannick Fonsat 45 s 39                                                                              | Teddy Venel 45 s 68                | Mame-Ibra Anne 46 s 23            |
| 800 m                       | Pierre-Ambroise Bosse 1 min 48 s 52                                                                 | Hamid Oualich 1 min 48 s 93        | Brice Leroy 1 min 49 s 02         |
| 1 500 m                     | Florian Carvalho 3 min 46 s 90                                                                      | Yoann Kowal 3 min 47 s 07          | Simon Denissel 3 min 47 s 09      |
| 5 000 m                     | Yohan Durand 13 min 51 s 81                                                                         | Yassine Mandour 13 min 56 s 76     | Hassan Hirt 14 min 3 s 22         |
| 10 000 m marche             | Yohann Diniz 39 min 46 s 74                                                                         | Antonin Boyez 40 min 56 s 23       | Sébastien Delaunay 42 min 51 s 73 |
| 110 m haies Vent : -0,8 m/s | Garfield Darien 13 s 28                                                                             | Samuel Coco-Viloin 13 s 56         | Ladji Doucouré 13 s 56            |
| 400 m haies                 | Héni Kechi 49 s 91                                                                                  | Adrien Clémenceau 50 s 08          | Yoann Décimus 50 s 09             |
| 3 000 m steeple             | Mahiedine Mekhissi-Benabbad 8 min 27 s 80                                                           | Nordine Gezzar 8 min 30 s 74       | Nouredine Smail 8 min 32 s 82     |
| Relais 4 × 100 m            | AS Aix-Les-Bains Manuel Reynaert, Christophe Lemaitre, Pierre-Alexis Pessonneaux, Ryan Aifa 39 s 74 | Grand Angoulême Athlétisme 40 s 24 | US Créteil 40 s 51                |
| Saut en hauteur             | Mickaël Hanany 2,25 m                                                                               | Fabrice Saint-Jean 2,22 m          | Gary Lemony 2,18 m                |
| Saut à la perche            | Renaud Lavillenie 5,85 m                                                                            | Romain Mesnil 5,62 m               | Alexandre Féger 5,55 m            |
| Saut en longueur            | Frédéric Erin 8,01 m                                                                                | Salim Sdiri 7,98 m                 | Nicolas Gomont 7,58 m             |
| Triple saut                 | Harold Correa 16,74 m                                                                               | Karl Taillepierre 16,69 m          | Gaëtan Saku-Bafuanga 16,54 m      |
| Lancer du poids             | Tumatai Dauphin 19,23 m                                                                             | Yves Niaré 18,87 m                 | Boris Vain 18,01 m                |
| Lancer du disque            | Lolassonn Djouhan 57,04 m                                                                           | Jean-François Aurokiom 56,98 m     | Jean-Claude Retel 55,87 m         |
| Lancer du marteau           | Nicolas Figère 75,21 m                                                                              | Quentin Bigot 73,19 m              | Jérôme Bortoluzzi 72,73 m         |
| Lancer du javelot           | Killian Duréchou 75,06 m                                                                            | Jérôme Haeffler 70,66 m            | Julien Gourdier 69,51 m           |
| Décathlon                   | Florian Geffrouais 8 118 pts                                                                        | Bastien Auzeil 7 709 pts           | Jérémy Lelièvre 7 668 pts         |

### Femmes
| Épreuves                    | Or                                | Argent                           | Bronze                              |
| --------------------------- | --------------------------------- | -------------------------------- | ----------------------------------- |
| 100 m Vent : +1,6 m/s       | Myriam Soumaré 11 s 21            | Christine Arron 11 s 34          | Ayodelé Ikuesan 11 s 40             |
| 200 m Vent : +0,5 m/s       | Myriam Soumaré 22 s 74            | Johanna Danois 22 s 74           | Lina Jacques-Sébastien 23 s 00      |
| 400 m                       | Muriel Hurtis 52 s 17             | Floria Guei 52 s 36              | Marie Gayot 52 s 55                 |
| 800 m                       | Linda Marguet 2 min 3 s 79        | Élodie Guégan 2 min 4 s 61       | Clarisse Moh 2 min 4 s 93           |
| 1 500 m                     | Hind Dehiba 4 min 18 s 60         | Fanjanteino Félix 4 min 18 s 99  | Alice Rocquain 4 min 21 s 92        |
| 5 000 m                     | Christine Bardelle 15 min 48 s 38 | Bouchra Ben Thami 15 min 50 s 30 | Clémence Calvin 15 min 57 s 85      |
| 10 000 m marche             | Anne-Gaëlle Retout 47 min 32 s 57 | Ines Pastorino 47 min 40 s 18    | Violaine Averous 48 min 4 s 88      |
| 100 m haies Vent : +1,3 m/s | Alice Decaux 12 s 88              | Aisseta Diawara 12 s 88          | Reina-Flor Okori 12 s 97            |
| 400 m haies                 | Phara Anacharsis 55 s 97          | Aurélie Chaboudez 58 s 07        | Cécile Bernaleau 59 s 13            |
| 3 000 m steeple             | Claire Navez 9 min 51 s 62        | Élodie Olivares 9 min 54 s 69    | Meriem Mered 10 min 16 s 76         |
| Relais 4 × 100 m            | AS Aix-Les-Bains 45 s 88          | Amiens UC 46 s 40                | Nice-Côte d'Azur athlétisme 47 s 46 |
| Saut en hauteur             | Mélanie Melfort 1,91 m            | Dior Delophont 1,85 m            | Nina Manga 1,82 m                   |
| Saut à la perche            | Vanessa Boslak 4,40 m             | Marion Buisson 4,35 m            | Alice Ost 4,30 m                    |
| Saut en longueur            | Éloyse Lesueur 6,45 m             | Darlène Mazeau 6,05 m            | Noémie Combette 6,04 m              |
| Triple saut                 | Françoise Mbango Etone 14,27 m    | Nathalie Marie-Nely 13,97 m      | Teresa Nzola Meso Ba 13,79 m        |
| Lancer du poids             | Jessica Cérival 16,93 m           | Myriam Lixfe 16,13 m             | Helena Perez 15,11 m                |
| Lancer du disque            | Mélina Robert-Michon 60,57 m      | Pauline Pousse 54,45 m           | Irène Donzelot 52,01 m              |
| Lancer du marteau           | Stéphanie Falzon 70,57 m          | Jessika Guehaseim 69,66 m        | Amy Sène 69,10 m                    |
| Lancer du javelot           | Mathilde Andraud 56,34 m          | Séphora Bissoly 54,46 m          | Prescilla Lecurieux 53,04 m         |
| Heptathlon                  | Yassmina Omrani 5 935 pts         | Blandine Maisonnier 5 858 pts    | Mélanie Cellier 5 404 pts           |